# Келлі Сантус
Келлі Сантус (порт. Kelly Santos, 10 листопада 1979) — бразильська баскетболістка.
Бронзова призерка Олімпійських Ігор 2000 року, учасниця 2004, 2008, 2016 років.
Срібна призерка Панамериканських ігор 2007 року, бронзова призерка 2003 року.